# Венілія
Вені́лія (лат. Venilia) 
1) італьська богиня моря, дружина Нептуна (варіант: Януса ), покровителька моряків. Матір Каненти.
2) дружина Фавна, мати Турна (у Вергілія).